# Oeclidius parallelus
Oeclidius parallelus är en insektsart som beskrevs av Frederick Arthur Godfrey Muir 1934. Oeclidius parallelus ingår i släktet Oeclidius och familjen Kinnaridae. Inga underarter finns listade i Catalogue of Life.